# Adenophora remotidens
Adenophora remotidens là loài thực vật có hoa trong họ Hoa chuông. Loài này được Hemsl. mô tả khoa học đầu tiên năm 1889.